# 김성숙 (1898년)
김성숙(金星淑, 1898년 3월 10일 ~ 1969년 4월 12일)은 대한민국의 독립운동가이자 불교승려 겸 정치가이다.

## 주요 전력
법명은 태허(太虛). 호는 운암(雲巖). 다른 이름은 규광(奎光), 충창(忠昌), 창숙(昌淑), 성숙 창숙 성숙(星淑)이다. 아버지는 문환(文煥), 어머니는 임천조씨(林川趙氏)사이에서 태어난 운암 김성숙 선생은 상산군파(철산문중) 후손으로 항일 독립운동을 펼쳤다. 본관은 상산, 평안북도 철산군 출신이다.
승려 생활을 하다 독립운동에 투신, 1919년 3월 3·1운동 때 봉선사(奉先寺)의 승려로 양주(楊州)의 광천시장(光川市場) 시위 주모자로 체포되어 1년 간 복역하였고, 1923년 중국으로 망명하여 독립운동단체들을 조직하며 항일활동을 하였다.
일제강점기에는 타이완 본토에 거주하다가 8·15 광복 이후 고국에 귀국하여 1969년 4월 12일에 대한민국 서울특별시에서 노환으로 병사한 그는 1939년 대한민국 임시정부에 입각하여 대한민국 임시정부 국무위원, 외교위원 등의 직위 활동을 하였고, 1945년 5월 이승만의 소련 비난을 문제삼아 임정 주미대사직 해임을 주장하였으나 실패했다. 해방 이후 1945년 12월 임정 귀국 제2진의 한사람으로 귀국하였다. 그 뒤 남북협상론과 단정 수립론이 대두되자 단정 수립의 불가피성을 인정하고 대한민국 정부 수립에 참여한다. 대한민국 정부수립 이후에는 독립노동당, 신민당 등의 창당에 참여하였으며, 이승만.박정희 독재에 맞서 야당 정치인으로 활동하였다.
1949년 독립노농당을 창당 조직하였으나 자유당에 흡수되면서 탈퇴하였고, 한국 전쟁 후 은신해 있다가 1955년 조봉암 등과 신당 창당 운동에 참여하였으나 실패를 예상하고 참여를 거부하였다. 1957년 근로인민당을 재건하려 했다는 이유로 경찰에 체포되어 수감되었고, 1958년에는 제1공화국 정부에서 조작한 ‘진보당 사건’에 연루되어 투옥되었다가 풀려났다.

## 이력

### 생애 초반

#### 소년 시절
1898년 평안북도 철산군(鐵山郡) 서림면(西林面) 강암동(江岩洞)에서 김문환(金文煥)과 임천 조씨(林川 趙氏)의 아들로 태어났다. 형제로는 누이 김보구(金寶具)가 있었다. 이후 집안의 이사로 경기도 고양군(高陽郡)으로 호적을 전적하였다.
고향에 있는 대한독립학교에서 나라를 구한 위인들에 대해 공부하며 애국심을 키우던 중, 경술국치 이후 독립학교가 문을 닫고 일본의 보통학교가 들어서자 학교를 그만두고 할아버지는 손자를 일본인의 학교에 보내지 않았다. 그는 할아버지로부터 직접 한문을 배웠다. 이때 배운 한문이 불교경전을 배우는 등 그의 학문의 밑거름이 되었다.
청년기 김성숙은 그의 집을 찾아온 삼촌의 영향을 받게 되었다. 김성숙의 삼촌은 대한제국의 군관으로 정위(正尉)를 지내다 1907년 군대해산 뒤 만주로 망명, 독립운동에 뛰어든 인물로 삼촌으로부터 독립군 소식을 전해들으며 독립운동에 가담할 것을 결심하게 된다. 1916년 봄, 김성숙은 18세의 나이에 만주 신흥군관학교에 입학하려고 집을 나와, 열차편으로 만주 봉천으로 향했으나 뜻을 이루지 못하고 되돌아와야 했다.

#### 승려 활동
봉천으로 향하던 중 원산에서 경기도 양평군 용문사에서 온 풍곡 신원 (楓谷 信元) 선사를 만나게 되고 그 길로 선사를 따라 용문사로 들어가 출가, 본사인 봉선사(奉先寺)에 계시던 월초 노스님으로부터 성숙(星淑)이란 법명(法名)을 받았고 불가에 입문하였다.

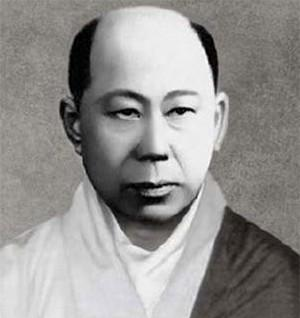
승려 시절의 김성숙

그 뒤 김성숙은 경전과 여러 책을 독서하였다. 불교학과 경전 등을 공부하면서 동시에 과학 관련 서적도 탐독하여 근대사회 과학을 접하였으며 그 뒤 독립운동에 가담하였다.
경기도 양평군 용문사에서 승려로 생활하다가 이후 광릉 봉선사에서 수행을 하였고 1919년 초 손병희(孫秉熙)·한용운(韓龍雲) 등의 가르침을 받았다.
1919년 3월 1일 3.1 만세 운동이 발생하자 김성숙은 남양주군(南楊州郡) 진접면(榛接面) 봉선사(奉先寺)의 승려로 만세운동에 가담, 독립운동에 투신했으며 이때 이순재(李淳載), 김석로(金錫魯), 강완수(姜完洙) 등과 함께 비밀리에 독립문서를 제작, 인쇄하여 일반 대중에게 돌리다가 경기도 양주(楊州)의 광천시장(光川市場) 시위 주모자로 일본경찰에 체포되어 서대문 형무소에 수감, 서대문형무소 감옥에서 약 2년 간 복역하였다.
1920년 출옥한 김성숙은 남양주 봉선사로 잠시 되돌아갔으나 곧 전국 각지를 돌아다니며 강연활동을 하며 대중에게 독립정신을 고취시켰다. 이후 사회운동에 투신, 1920년에 조선총독부가 문화정치(文化政治)를 표방하자 합법적으로 조직된 무산자동맹 (無産者同盟) 노동공제회(勞動共濟會)에 참석, 노동공제회에서 김성숙은 충북 괴산(槐山)에서 일어난 소작쟁의 (小作爭議)의 진상을 서울 본회 및 각 지방 지회 (支會)에 알리는 등의 활동을 했다. 1922년 승려 신분으로 조선무산자동맹과 조선 노동공제회에 가입, 활발한 활동을 하였다.

### 독립 운동

#### 의열단 활동
1923년 불교 유학생으로 중국 베이징(北京)으로 건너가 민국대학에 입학했다. 민국대학에서 그는 정치학과 경제학을 공부하며 고려유학생회를 조직, 회장으로 활동하였다. 그해 중국에 망명하여 창일당(創一黨)을 조직하면서 《혁명》이라는 기관지를 발간하였으며 한인 사회운동의 분열을 반대하며 단결을 촉구하였다.
후학 양성에도 힘을 기울여 님 웨일즈의 '아리랑'의 주인공인 김산(장지락)의 스승으로서 함께 항일운동을 전개하기도 하였다. 이후 고려유학회(高麗留學會)를 조직하여 회장으로 뽑혀 활동하였고, 승려로서도 활발히 활동하였다. 이후 김성숙은 일본제국의 침략 수뇌부를 암살하는 독립운동 단체인 조선의열단에 가입하여 활동했다. 곧 의열단 선전부장에 선출되어 활약했으며 '혁명동맹'의 주필을 맡았다. 그는 1926년 유학한국혁명청년회(留學韓國革命靑年會)를 조직하고 기관지 《혁명행동(革命行動)》을 발간하였으며, 1927년 8월 중국공산당의 광주봉기(광저우 봉기:廣州起義)에 참여하였다. 그 해 대한독립당촉성회(大韓獨立黨促成會) 광동지구 분회를 조직하는데 참여하였다.
이후 재중국조선청년동맹 등을 직접 조직하는 등 활발한 항일운동을 펼쳤다.

#### 독립단체 조직 및 조선의용대
1931년 반제동맹(反帝同盟)에 가입하였으며, 반제동맹의 기관지 《봉화(烽火)》와 《반일민중(反日民衆)》이라는 잡지의 편집위원으로 활동하였고 중국군 19로군(十九路軍)에도 종군하였다.
1936년 중국 각지의 독립운동가들을 모아 조선민족해방동맹을 조직하였으며, 선전부장에 취임하였다. 1937년 조선민족전선연맹(朝鮮民族戰線聯盟)을 결성하고 연맹 선전부장이 되었다. 1937년 중·일전쟁이 발생하자 정당통합에 참여하여 조선민족해방동맹·조선혁명자동맹·조선민족혁명당 등 3개 단체를 통합하여 조선민족전선연맹을 조직하는데 가담하였다. 1938년 민족혁명당의 부당수 김원봉이 조선의용대를 설립하자, 김성숙은 조선의용대(朝鮮義勇隊) 정치부 주임에 선임되었다. 이후 조선의용대 지도위원 등을 지냈다.

#### 임시정부 입각 활동

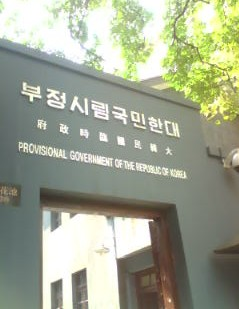
충칭 임시정부 청사.

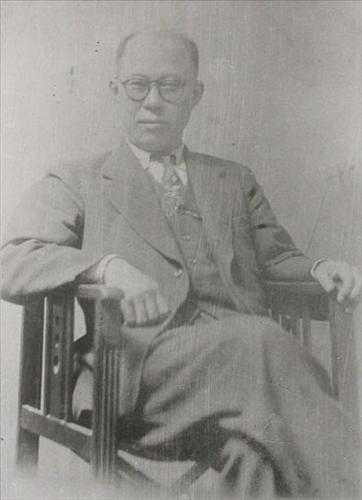
태평양 전쟁 후반 무렵의 김성숙

김성숙은 김원봉 일파와 김구 일파와 크게 대립했다고 증언하였다. 이때 김성숙은 김원봉과 김구의 대립을 조절하려 하였다. 김성숙에 의하면 김원봉은 중국 국민당의 군벌은 강택파로부터도 지원을 받는다고 하였다. 김성숙은 김구는 중국 국민당의 진과부-진립부 계열의 지원을 받고 김원봉은 중국 국민당의 군벌은 강택파의 지원을 받는 것도 경쟁관계를 부추긴 것이라고 보았다. 김원봉은 자신이 임시정부에 들어가도 대접받지 못하리라는 것을 알고 반대하였다. 그는 김원봉에게 임시정부에 들어갈 것을 주장하였고, 김원봉은 이를 반대하여 대립하게 되었다. 그 뒤 민족혁명당 사람들이 화베이의 연안으로 건너가자 김원봉은 더욱 어려움에 처하게 되었고, 임시정부행을 선택하게 되었다.
1942년 대한민국임시정부를 중심으로 독립운동단체를 통합할 때 민족전선연맹을 해체하고 대한민국임시정부에 입각하였으며, 이때 임시정부 국무위원으로 취임하였다. 그 뒤 42년 대한민국임시정부 내무차장, 44년 국무위원을 지냈고 임시정부 외교연구위원 등을 역임했다.
1943년 대한민국임시정부 외무부 산하 외교연구위원회 연구의원으로 활동하면서 주 중국 소련 대사관(중경 소재)과 임정간의 외교를 담당하며 대소련 외교의 창구 역할을 하였다.(당시 소련 대사관에서 근무한 러시아인의 증언을 참조함) 그러나 구미외교위원부 위원장 이승만이 미국과 접촉하면서 반소 활동을 한 사실이 알려지면서 소련의 항의를 받자, 이승만을 면직시켜야 된다며 비판하기도 했다.

#### 광복 직전
1945년 2월부터 구미위원장 이승만은 미국 국무부를 찾아가 OSS 합동군사훈련을 제의하며 한국의 독립을 승인해줄 것을 요청하였다. 이때 소련이 적화 야욕을 드러내며 한반도를 강제로 삼킬 것이라고 발언하였다. 이승만의 발언이 중국으로 전해지자 그는 이승만의 소련 비난에 대한 비판, 항의 전보를 미국으로 보냈다.
1945년 5월 샌프란시스코에서 열린 유엔창립총회에서 이승만은 프랭클린 루스벨트가 얄타에서 한반도를 소련에 양도해 주었다는 정보를 접한 뒤 소련을 맹공격하는 선전을 하였다.
5월 이승만은 유엔 창립총회에 참석하려는 한국인들에게 중국의 외교부장 송자문(쑹쯔원)이 좌우합작을 주장한 데 대해 맹렬히 반대성명을 발표했다. 5월 샌프란시스코에서 열린 유엔창립총회에서 이승만은 프랭클린 루스벨트가 얄타에서 한반도를 소련에 양도해 주었다는 정보를 접한 뒤 소련을 맹공격하는 선전을 하였다. 이때 이승만이 돌린 반소 전단지가 소련측 대표들의 수중에도 들어가게 되어 소련 외상이자 소련 수석대표인 몰로토프(Vyacheslav M. Molotov)는 이승만과 임시정부를 극도로 적대시하게 되었다. 김성숙은 중국공산당의 유일한 유엔대표였던 둥비우로부터 소식을 전달받고 임정 국무위원회 석상에서 이승만을 주미외교위원장직에서 해임하고 임정은 소련에 해명과 사과를 해야 된다고 주장하였으나 받아들여지지 않았다. 그는 이승만의 탄핵, 해임을 주장하였지만 임정 내 우파들의 반대로 거부당하였다.

### 해방 정국에서의 정치 활동

#### 광복 직후

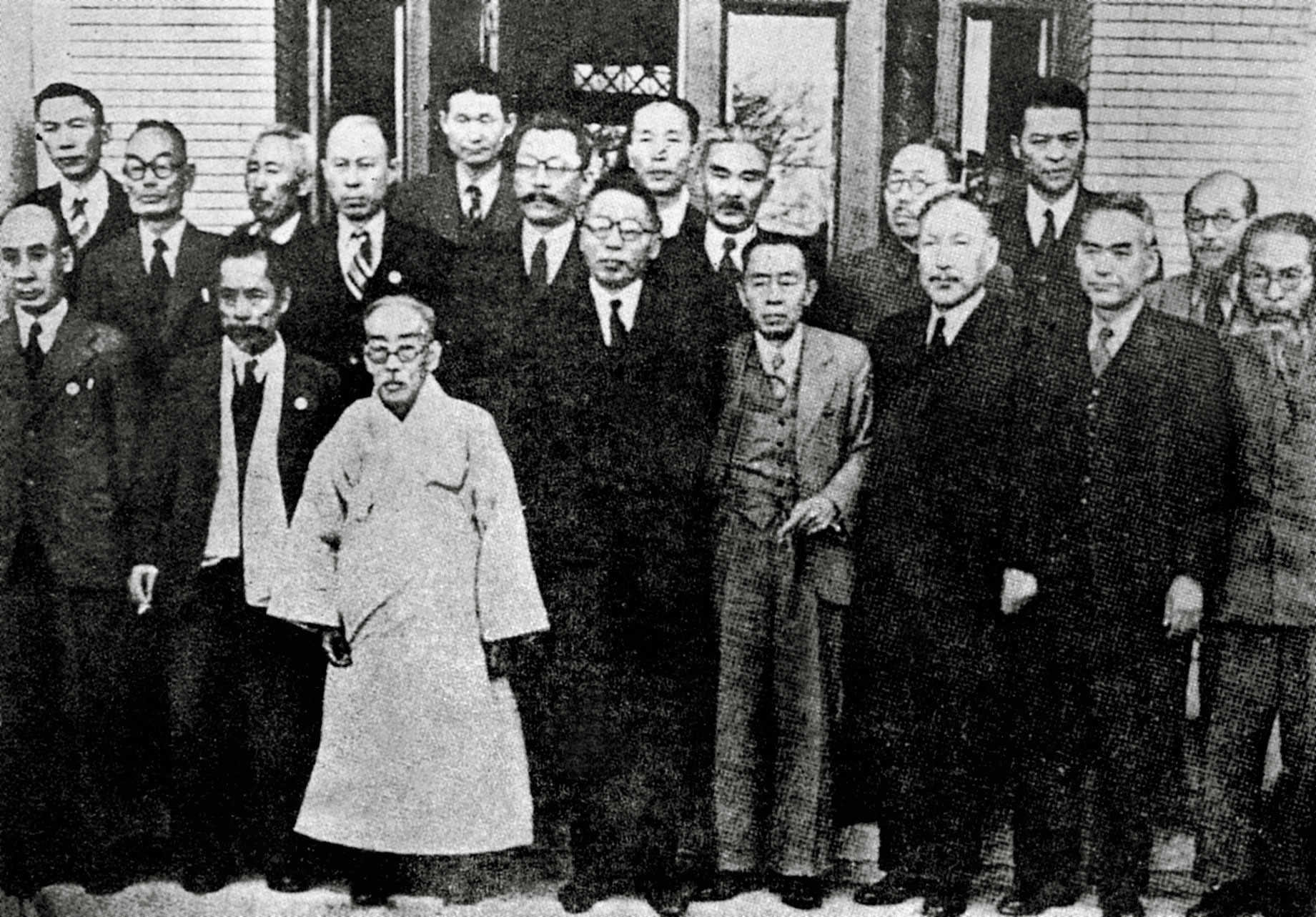
1945년 12월 3일. 임시정부요인 귀국기념 사진.

1945년 8월 15일 광복 이후 12월 3일 임시정부 환국 때, 임정요인 환국 제2진으로 귀국하였다.
1946년 2월 4일 이승만·김구 등 우익 진영에서 비상국민회의를 결성하고 2월 14일 좌익에서는 민주주의 민족전선을 결성하자 김성숙은 모두를 비판한 뒤, 독립노동당(獨立勞動黨)을 창당하여 당수가 되었다. 1946년 2월 15일 장건상, 김원봉과 함께 대한민국 임시정부를 떠나 민족주의민주전선에 가입하여 부의장을 역임했다.
이후〈노동신문〉을 창간했는데, 미군정 반대를 주장한 혐의로 전주형무소에서 6개월 간 옥고를 치렀다. 이듬해 1947년 전국혁명자총연맹 창립에 참여하여 위원장을 지냈으며, 5월에는 근로인민당결성에 참여해 중앙위원에 선출되었다. 당시 제2차 미소공동위원회 참여를 통한 한국 통일 임시정부 수립 문제 해결과 단독정부 수립 등에 반대하여 미군정과 이승만 계열의 정적으로 부상되었다.

### 정치 활동

#### 정부 수립 초기
1948년 2월 김구, 김규식 등이 남북협상에 참여하였으나 가망이 없다고 본 김성숙은 남북협상에 참여하지 않았다.
1948년 대한국민의회 의장에 선출 되었으나 국민의회가 몰락하자, 좌익계열을 제외한 인원으로 통일독립운동자중앙협의회를 결성하여 대표간사에 취임하였다. 이후 단주 유림 등과 통일독립운동자중앙협의회를 지도하였다.
그해 4월 남북협상론이 대두되자 그는 남북협상의 실패를 예견하고 대한민국 단독 정부 수립론을 지지하였다. 5월 10일에 실시된 제헌국회의원 총선거에는 참여하지 않았으나 이후 유림과 독립노농당을 결성하고 야당 정치인으로 활동하였다.

### 야당 정치인

#### 제1공화국 시절
1950년 6월 25일 6.25 동란이 발생하자 은신하여 납북되는 것을 면하였다. 1952년 부산광역시에서 야당과 연합해 한국민주주의자총연맹을 결성하여 이승만 정권의 재집권에 반대하였다. 1955년 조봉암 등과 접촉하여 진보당 추진위원회에 관여하였으나, 조봉암 등과의 의견불일치로 진보당 창당에 참여하지 않았다.

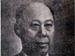
만년의 김성숙

1955년 조봉암 등의 주도로 신당 창당 운동에 참여하였으나, 실패할 것이라 예상하여 조봉암의 진보당에 참여하지 않는다.
1957년 근로인민당을 재건하려 했다는 이유로 경찰에 체포되어 수감되기도 하였다. 그러나 곧 석방되었다. 1958년에는 제1공화국 정부에서 조작한 ‘진보당 사건’에 연루되어 옥고를 치루기도 하였다. 그러나 진보당 사건 이후 조봉암 등은 사형당하고 그는 석방되었다.
김성숙은 자유당 시절 이승만의 장기집권에 반대하는등 혁신계 정치활동에 가담하였지만, 궁핍한 생활을 벗어나지 못했다고 한다. 그가 유품으로 남긴 일기장에는 이런 글귀가 적혀 있다.
오늘 200원을 꾸어 쌀을 사왔다. … 내가 독립운동을 하고 정치를 한다고 돌아다니면서도 가족을 굶기고 살고 있구나.

- 김성숙의 일기 1955년 2월23일자.

1960년 3·15 부정선거와 4·19 혁명으로 이승만 정권은 붕괴되었으나 장면 내각에서도 그는 혁신정당 창당 운동에 가담하여 야당 정치인 신세를 면치 못했다.

#### 생애 후반
1961년 5.16 군사정변 이후 군정에 의해 특수반국가행위사건 관련자들을 체포할 때 6월 22일 공포된 특별소급법 '특수범죄처벌에 관한 특별법'이 제정되었다. 이때 김성숙은 이때 통사당사건으로 임시정부때부터 같은 동지이자 같은 혁신계 활동해왔던 장건상과 체포되어 옥고를 치르게 되었다. 그러나 독립유공자임이 감안돼 집행유예가 선고되기도 했다.
출감 이후 1965년 혁신정당인 통일사회당 창당에 발기인으로 참여하였고, 통일사회당 대표위원으로 추대되었다. 그러나 통일사회당은 곧 신한당에 흡수되었다. 1966년 윤보선 등과 함께 신한당에 발기인으로 참여, 창당후 신한당 정무위원회 위원에 선출되었다. 1967년 신한당과 민중당의 통합으로 재야통합 야당인 신민당이 창당되자, 신민당에 입당하였으며, 신민당 운영위원으로 선출되었다.
1968년 신민당 지도위원에 선출됐다. 1969년 4월 12일 71세로 사망하였으며, 사망 원인은 천식이었다. 정부는 장례를 사회장으로 하고 조계사에서 영결식을 거행하였다.

### 사후
1982년 건국공로훈장 국민장이 추서되었다.
사후 36년이 지난 2005년 8월20일 운암김성숙선생기념사업회추진위원회가 외손자인 민성진에 의해 결성되었으며 2006년 국가보훈처 산하 사단법인으로 등록되었다. 사후 13년뒤, 1982년 건국훈장 국민장을 추서받았고, 사후 35주년인 2004년 국립묘지 임시정부 요인묘역에 유해가 안장되었다. 2006년 1월 서울 종로구 세종로 동아미디어센터에서 김창수 고려학술재단 이사장, 김창 심산 아카데미 상임고문, 김학준 동아일보 사장, 김성숙 선생의 손자인 김덕천 씨, 윤소암 스님, 민성진 운암김성숙선생기념사업회 사무국장 등의 주도로 '운암김성숙선생기념사업회'가 창립, 발족되었다.
2008년 대한민국 국가보훈처, 광복회, 독립기념관이 심사하는 '4월 이달의 독립운동가'로 선정되었다.

## 상훈 경력
- 1982년 건국공로훈장 국민장

## 가족.[2]
- 아버지 : 김문환(金文煥)
- 어머니 : 임천 조씨(林川趙氏)[16]
  - 누이 : 김보구(金寶具, ? - ?)
  - 동생 : 김성호(金星鎬), 출가하여 승려가 됨. 법명은 능허(凌虛) 스님
- 부인 : 정씨(鄭氏, ? - ?)
  - 딸 : 김숙녀(金淑女, 1916년 ~ ?)
  - 사위 : 민태선(閔泰善)
    - 외손 : 민부전(閔副田)
    - 외손 : 민성진(閔星軫)

  - 아들 : 김정봉(金鼎鳳, 1922년 ~ ?)
  - 며느리 :
    - 손 : 김경선(金京善)
    - 손 : 김덕천(金德川, 1940년 ~ )
    - 손부 : 손혜숙(1945~ 2008.5.11)
- 부인 : 두군혜 杜君慧, 1904년~1981년 중국)
  - 아들 : 두감(杜鑑),음악가
  - 아들 : 두건(杜鍵1935년 ~ ), 중국미술협회 이사
  - 아들 : 두련(杜鍊1945년 ~ ), 국가개혁발전위원회 정보센터(中國信息中心)고문
- 부인 : 김명선(金明善 1926.1.10~2015.9.19)
  - 아들 : 김청운(金靑雲 1949.1.18 ~)
  - 며느리: 신순희(申順姬 1954.2.26 ~)
    - 손 : 김환욱(金桓煜 1981.3.1~)
    - 손부: 황은영(黃恩永 1980.3.25~)
    - 손 : 김환희(金煥嬉 1985.2.3~)

  - 딸 : 김천연(金天然 1950.5.10~)
  - 사위 : 박재영(朴在英 1940.~)
    - 손 : 박선아
    - 손 : 박관우

  - 아들 : 김삼양(金三陽 1952.8.14~)

중국 여성 두군혜(杜君慧)의 사이에서 얻은 아들 두건은 "아버지의 사회주의 신념과 정치적인 사상, 관념 등이 귀국 후 다른 통치자들이나 집단과 갈등을 일으켜 정작 그 분의 항일업적은 제대로 인정받지 못했다", "모든 열정을 바쳐 조선광복만을 원했던 아버지의 인생이 저토록 고난스럽게 끝이 났다는 사실이 너무나도 안타깝다"고 평가하였다.

## 기타
사상가이자 사회주의 독립운동가 김산의 일대기를 담은 작품인 님 웨일즈의 소설 아리랑은 출간 직후에도 인기를 끌었다. 그는 늘 님 웨일즈의 소설에 나오는 그 붉은 중이 바로 자신 이라고 소개하기도 했다. 1940년 자신을 찾아온 김준엽, 장준하 등에게도 소설 아리랑을 언급하며 자신이 그 책에 나온 승려라고 말했다.2013년 2월 24일부터 3월 2일까지 KBS는 '한국의 유산- 운암 김성숙 편'을 1주일 간 70회 방송을 하며 국민들을 상대로 선양사업을 펼쳤다.
2016년 국가는 제71주년 광복절을 맞아 중국인 여성 두쥔훼이(杜君慧ㆍ1904∼1981) 선생을 포함한 순국선열과 애국지사 235명을 포상했다
건국장 애족장을 받는 두진훼이 선생은 중국 광저우에서 항일 혁명운동을 하던 중 운암 김성숙 선생 만나 결혼하면서 부부가 함께 독립운동에 나섰다. 두 선생은 한중 양국이 힘을 합쳐 일제를 물리쳐야 한다는 신념으로 1942년 충칭에서 한중 문화협회 창설에 참여했고, 이듬해부터 대한민국 임시정부 외무부 요원으로 활동했다.
선생은 광복을 눈앞에 둔 1945년 7월 잡지 ‘독립’ 기고문에서 “나는 늘 조선 부녀들의 일을 나의 일로 생각하고, 어떻게 해야 우리 조선 부녀 동포들이 전 민족의 해방을 위해 공헌할 수 있을 것인가 늘 생각하고 있다”며 독립의 염원을 토로하면서 ‘조선의 딸’을 자처했다. 국가보훈처는 “두 선생의 활동은 항일 여성운동 분야에서 국적을 초월해 일제 침략을 타도하려는 한중 연합투쟁의 모범적인 사례로 주목할 만하다”고 평가했다.
그의 중국인 처 두군혜 역시 천식으로 사망했다 한다.

## 같이 보기
| - 3·1 운동 - 의열단 - 조선의용대 - 조선민족전선연맹 - 조선민족해방자동맹 - 대한민국 임시정부 - 김산 (본명- 장지락) - 장건상 - 정화암 - 김원봉 - 유림 - 한용운 - 손병희 - 이승만 - 월초 - 운허 - 만허 - 능허 - 이춘성 - 김약수 - 이여성 - 신민당 | - 조선민족혁명당 - 임정 구미위원부 - 한국 광복군 - 좌우 합작 운동 - 전조선 제정당 사회단체 연석회의 - 이오시프 스탈린 - 이동휘 - 안창호 - 김구 - 김규식 - 김도연 - 김준연 - 박헌영 - 리승엽 - 여운형 - 여운홍 - 장면 - 장택상 - 조병옥 - 조봉암 - 조소앙 - 최동오 | - 한국 전쟁 - 둥비우 - 이동녕 - 홍진 - 신익희 - 김성수 - 원세훈 - 김붕준 - 안재홍 - 윤기섭 - 윤치영 - 윤치호 |